# Via ferrada

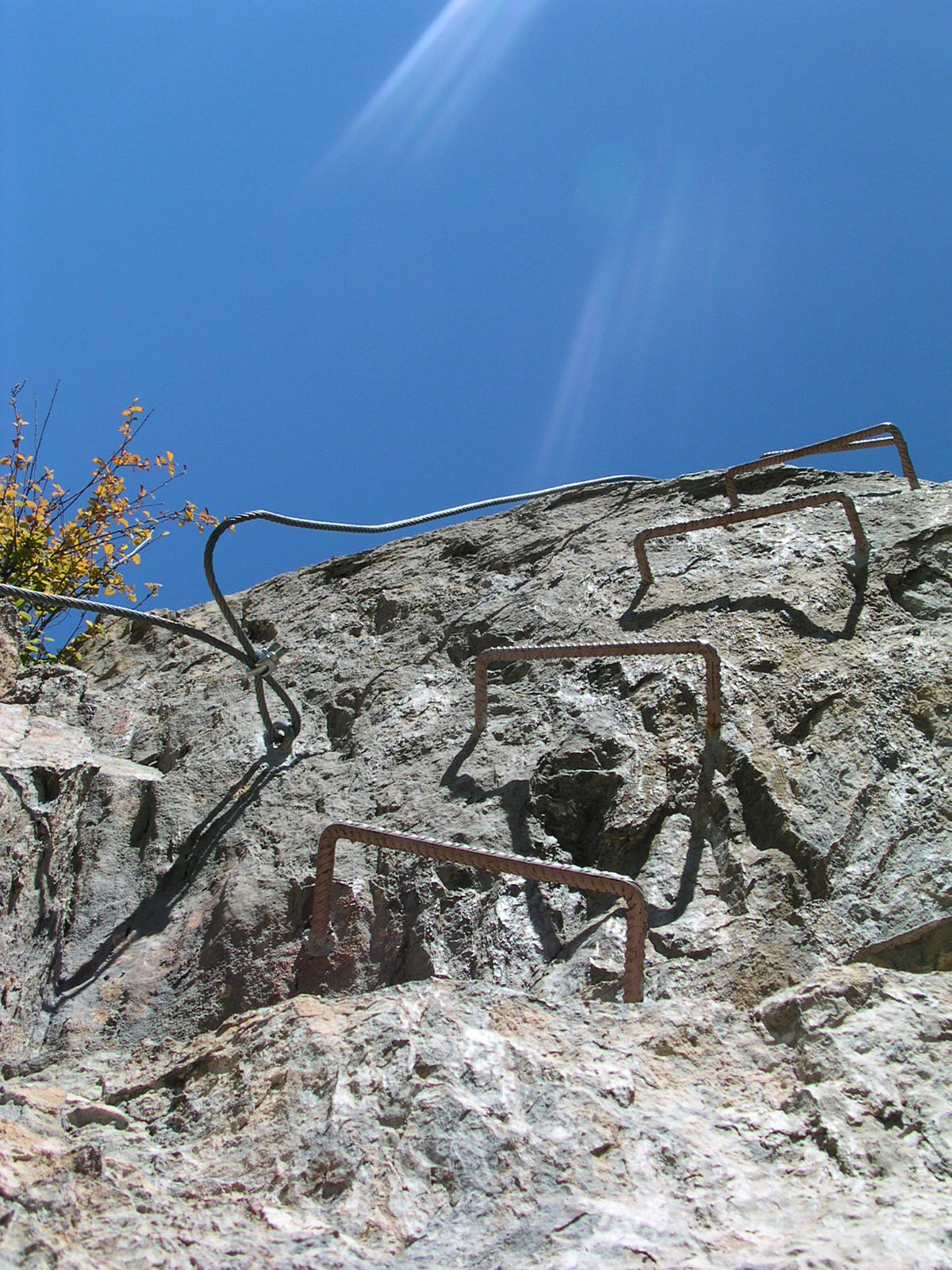
Línia de vida i grapes: típic equipament de via ferrada

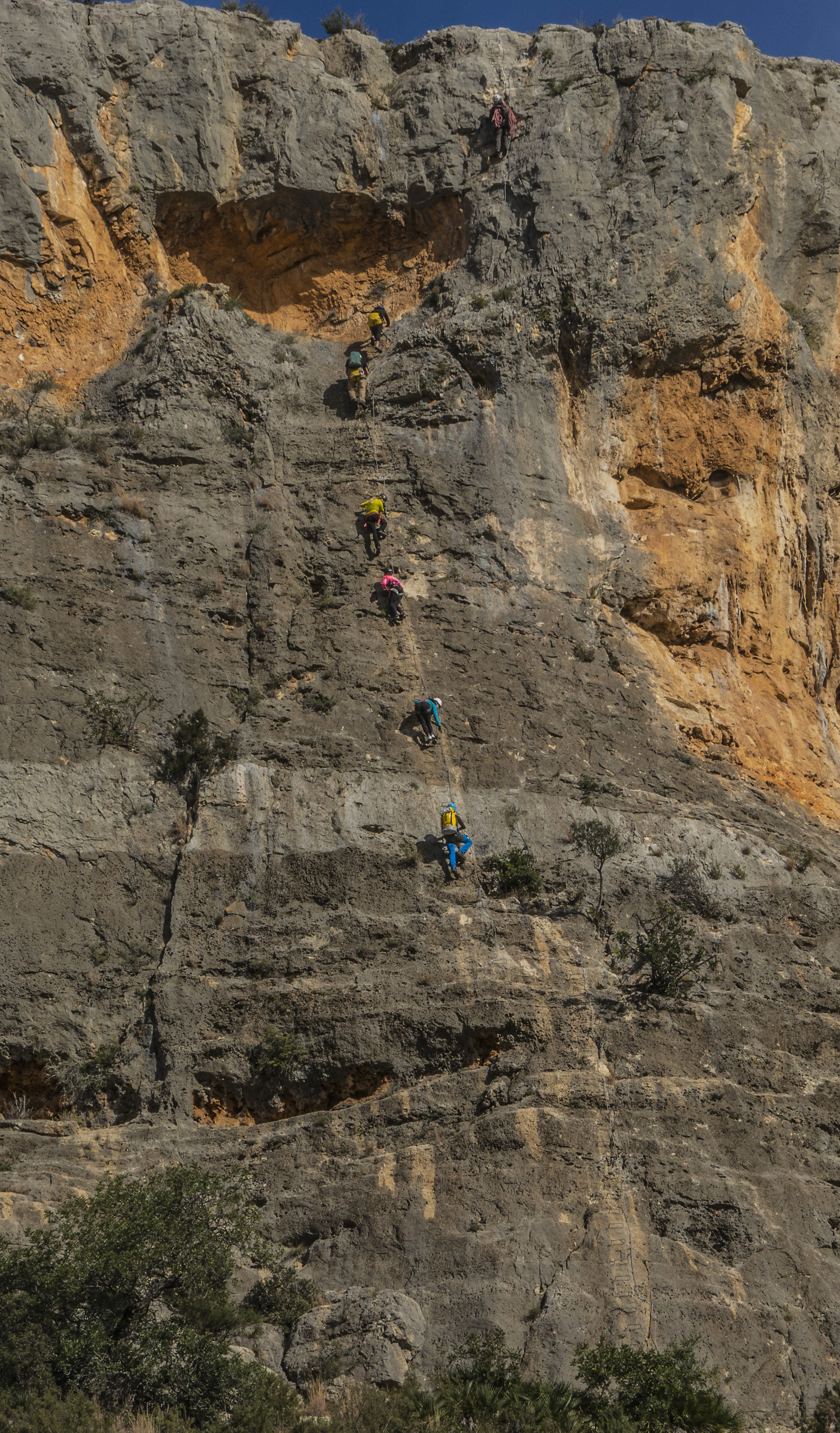
Via ferrada barranc del Castellet i font el Chorrico (País Valencià)

La via ferrada (italià: via ferrata) és un itinerari, normalment vertical, equipat amb material divers: claus, grapes, preses, passamans, cadenes, ponts tibetans i ponts nepalesos i tirolines que permeten, d'una manera segura, arribar a zones remotes de difícil accés per a senderistes i persones no avesades a l'escalada. Per garantir-ne la seguretat hi ha instal·lat un cable d'acer, anomenat línia de vida, durant tot el recorregut, que amb el talabard, proveït d'un dissipador d'energia i mosquetons especials de via ferrada (marcats amb una K) permeten estar assegurat en cas de caiguda. La zona clàssica de vies ferrades es troba als Dolomites, encara que també són força populars a França, a Suïssa, a Alemanya i de mica en mica a Catalunya i l'Espanya.

## Història

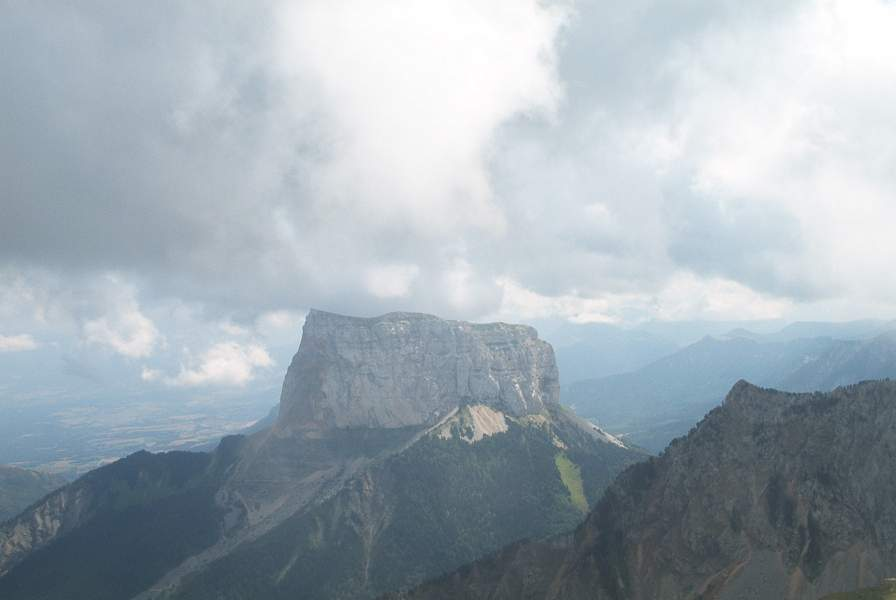
Mont Aiguille bressol de l'alpinisme, França

### Context
Les ferrades es van iniciar després de la I Guerra Mundial quan les tropes italianes van equipar passos verticals a les muntanyes de les Dolomites amb escalons, cordes, cadenes i altres elements per passar-hi les tropes i el material, creant itineraris iguals que els que havien instal·lat mig segle abans en les muntanyes més altes d'Àustria. Un cop acabada la guerra, aquelles instal·lacions es van quedar a la muntanya i van ser aprofitades pels muntanyencs per practicar un esport que barreja l'escalada i caminar per les muntanyes. Actualment hi ha més 600 vies ferrades equipades als Alps i és un atractiu turístic per a la zona, que genera una bona font d'ingressos gràcies a aquestes vies.
El Govern d'Aragó va proposar un pla per obrir 10 itineraris i Andorra va veure el filó turístic en aquesta activitat esportiva i va finançar quasi totes les vies construïdes a l'actualitat. En canvi, a Catalunya, la majoria han sigut obertes per muntanyencs desinteressats, com ara Joaquín Olmo, Juan Urquiza, Albert Gironès, Josep Vergara, Verena Masius o Xavi Vidal, entre d'altres.
A Catalunya, Andorra i Aragó és on es troben la major part d'aquestes vies. Com totes les activitats a la muntanya, hi ha qui les defensa i qui les rebutja. No pel fet de ser més assequibles al gran públic, s'ha de descuidar la seguretat i el risc que aquest esport comporta.

### Fites
Escalada del Mont Aiguille
L'any 1492, el capità François Antoine de Ville, amb alguns ajudants i seguint les ordres del rei Carles VIII de França, aconsegueix arribar al cim del fins aleshores inexpugnable Mont Auguille. Aquesta proesa representa el naixement de l'alpinisme, disciplina mare de la qual provenen les vies ferrades.
Les primeres vies ferrades a Europa
La primera via ferrada data del 1843. A Àustria es va equipar la via normal al pic Hoher Dachstein, amb la finalitat de fer-la més accessible. Posteriorment, s'equiparia el Großglockner el 1869 i la muntanya Marmolata el 1903.
Vies ferrades - Primera Guerra Mundial
Posteriorment, durant la Primera Guerra Mundial es van equipar camins amb finalitats militars al Dolomites, fins que el final de la guerra convertirà aquests camins en itineraris ludicoesportius.
Vies ferrades a Espanya
A Espanya, pioners com Antonio García Picazo van instal·lar les primeres vies ferrades a partir de 1990. La primera, la via ferrada Teresina va ser instal·lada a la muntanya de Montserrat, si bé altres camins van ser equipats anteriorment a la Serra de Guara i al Parc Nacional d'Ordesa i Mont Perdut.

## Material de seguretat
1. Casc: molt important en cas de caiguda fortuïta de pedres.
2. Talabard: els més adequats són els regulables a les cames i còmodes. Això facilita la mobilitat independentment de la roba que es porta.
3. Dissipador: element que en cas de caiguda amortirà el cop. N'hi ha de diferents tipus. És totalment desaconsellable fer una via ferrada sense un dissipador d'energia.
4. Guants: com que les grapes són de ferro, els guants poden anar bé per protegir les mans. Molt recomanables, però no indispensables.
5. Calçat: es recomana un calçat còmode, amb sola gruixuda i que no rellisqui, però tampoc no cal un calçat gaire tècnic.
6. Tercera baga: no es considera imprescindible però permet descansar en moments compromesos. Aquesta no ha d'anar connectada a un dispisador.
7. Corda i rapelador: per tornar rapelant en cas que fos necessari i per assegurar passos complicats.

## Bons usos[calcitació]
Les vies ferrades, una barreja de caminada, grimpada i escalada, cada cop són més conegudes a casa nostra. L'emoció d'estar penjat però al mateix temps ben assegurat, amb els diferents graus de dificultat que es poden trobar, ha produït aquest augment tan considerable d'aquesta modalitat de muntanya. La falsa sensació de seguretat ha fet que moltes persones sense formació practiquin aquesta activitat i augmenti el nombre d'accidents i rescats. Això ha portat al tancament (Regina d'Oliana), el desmantellament (Teresina de Montserrat) o la privatització (Cala del Molí de Sant Feliu de Guíxols) d'algunes vies.
Com totes les activitats muntanyenques, cal fer-les en condicions i ben preparat. Les vies ferrades tenen unes normes que cal complir si es volen evitar accidents. El material indispensable és un casc, un arnès, unes bagues de seguretat amb dissipador i mosquetons amb tanca automàtica. Un bon calçat de muntanya i la roba adequada és l'equip idoni per a aquest esport. També uns guants són molt útils per protegir les mans, i una cinta més curta (baga d'ancoratge), per descansar penjat.
Si es respecten les normes de seguretat, les possibilitats d'accident són mínimes. Una altra norma és la condició física de la persona. Cadascú ha de conèixer les seves limitacions i el seu estat físic. Mai s'ha de pressionar una persona a fer una cosa que no veu del tot clar o que li genera dubte. La manera de progressar és senzilla, cal ancorar-se al cable de seguretat amb els dos mosquetons i anar avançant pels graons i per diferents preses naturals de la roca. També es poden trobar cadenes o cordes com a ajuda extra. En arribar al punt en què el cable de seguretat està lligat a la paret, s'ha de fer un canvi de mosquetons però sempre un per un, per estar en tot moment assegurat al cable que acompanya en tot el recorregut.
La seguretat a les vies ferrades no només ve donada per la mateixa persona, sinó que un factor molt important és l'estat de les instal·lacions. Tots els elements tenen un desgast a la llarga, donat pel nombre de persones que utilitzen la via i per les condicions meteorològiques. És perillós trobar-se en una via ferrada durant una tempesta, ja que el ferro atrau els llamps. Si ja s'és en una via quan esclata la tormenta, s'ha d'evitar fer servir el mòbil i els aparells electrònics, ja que podria ser un imant per als llamps. S'ha de procurar allunyar-se de l'indret el més ràpid possible però sense descuidar-se de lligar-se al cable de seguretat. Sempre s'hauria de mirar l'estat de la instal·lació a mesura que es va avançant, per observar qualsevol perill, com per exemple una caiguda de pedres, un cable en mal estat, un clau arrencat o un pont mal subjecte, entre d'altres.

## Graduació de la dificultat
El sistema de graduació més estès en vies ferrades és la “nova escala de Hüsler”. Consisteix en una escala de 6 nivells, equiparables a la graduació francesa d’alpinisme:
K1: fàcil
K2: poc difícil
K3: una mica difícil
K4: difícil
K5: molt difícil
K6: extrem

## Llista de vies ferrades per zona

### A Catalunya
Nivells a Catalunya: B=poc difícil a E/F=extremadament difícil
| Nom de la via ferrada     | Localitat              | Regió     | Nivell  | Resum de la via |
| ------------------------- | ---------------------- | --------- | ------- | --- |
| Dames                     | Montserrat             | Catalunya | D       | Una altra exigent via a Montserrat. La via ferrada travessa un canal. Una de les que registra més accidents. |
| Teresina                  | Montserrat             | Catalunya | E       | La clàssica de Montserrat i pionera a Espanya. Desmantellada a finals de setembre de 2019 a causa de la seva inseguretat que feia augmentar cada vegada més el nombre de rescats per l'afluència de persones inexpertes. |
| Regina-Oliana             | Oliana                 | Catalunya | E       | Tancada per la seva perillositat. |
| Joc de l'Oca              | Montserrat             | Catalunya | E       | Canal equipada amb cadenes i cordes. Sense assegurances ni cable de vida. Difícil d'abandonar, només amb ràpels. Una de les que registra més accidents.                                                                  |
| Sant Martí Sarroca        | Sant Martí Sarroca     | Catalunya | E       | Curta i difícil via ferrada. |
| Cala de MolÍ              | Sant Feliu de Guíxols  | Catalunya | C/D     | Via ferrada sobre el mar. És de pagament. |
| Montsant                  | Morera de Montsant     | Catalunya | C       | Via ferrada curta i variada. És de pagament. |
| Baumes Corcades           | Centelles              | Catalunya | C-D     | Hi predominen els trams quasi-horitzontals de flanqueig. Pont Nepalès de 62 metres. |
| Urquiza-Olmo              | Corçà                  | Catalunya | C       | Una altra clàssica. Equipament escàs. |
| Gorgues de Salenys        | Romanyà de la Selva    | Catalunya | B       | Via ferrada d'iniciació. |
| Olmo Soler                | Corçà                  | Catalunya | B       | |
| La Cinglera del Resistent | Castellbell i el Vilar | Catalunya | C - E/F | |
| Patacons                  | Vilaplana              | Catalunya | C/D     | |
| Salt del Botanal          | Alins                  | Catalunya |         | Primera via ferrada del Pallars Sobirà. Té un desplom (Torre Roia) i un pont nepalès de 50 metres. Tots dos es poden evitar i llavors es converteix en una via de dificultat mitjana (K3).                               |

### A País Valencià i Aragó
Nivells a Catalunya, Aragó i País Valencià : A=fàcil a E=molt difícil
| Nom de la via ferrada  | Localitat          | Regió         | Nivell | Resum de la via                                                                               |
| ---------------------- | ------------------ | ------------- | ------ | --------------------------------------------------------------------------------------------- |
| Redován                | Redovà             | País Valencià | E      | La segona més llarga d'Espanya                                                                |
| Ponotx                 | Polop de la Marina | País Valencià | C      | Pujada de dificultat mitjana de 2 km.                                                         |
| Sit                    | Petrer             | País Valencià | C      | Pujada a la Sella o Penya del Sit.                                                            |
| Villena                | Villena            | País Valencià | C-B    | Pujada en dos trams, un primer de dificultat mitjana-alta i un segon pla de baixa dificultat. |
| Sacs                   | Benasc             | Aragó         | C      | Llarga, alpina i exigent via ferrada.                                                         |
| Broto - Sorrosal       | Broto              | Aragó         | B      |                                                                                               |
| Santo Cristo           | Olvena             | Aragó         | A      | Camí equipat en el Congost d'Olvena                                                           |
| Santa Elena de Biescas | Biescas            | Aragó         | A      | Via ferrada d'iniciació.                                                                      |

### A Andorra
| Nom de la via ferrada  | Parròquia           | Regió   | Nivell | Resum de la via |
| ---------------------- | ------------------- | ------- | ------ | --- |
| Roc del Gos            | Canillo             | Andorra | K4     | Via difícil. Té els graons molt separats i en ocasions cal recórrer a la roca per subjectar-se. |
| Roc de Quer            | Canillo             | Andorra | K4     | Anomenada la Directíssima, té un pas molt vertical i difícil. |
| Racons                 | Canillo             | Andorra | K4     | Veïna al Roc de Quer, és potser més exigent que aquesta. |
| Canal de la Mora       | Canillo             | Andorra | K2     | Via d'iniciació. |
| Canal del Grau         | Canillo             | Andorra | K3     | Continuació de Racons. |
| Clots de l'Aspra       | Encamp              | Andorra | K1     | Via d'iniciació. Es considera una via fàcil perquè té les grapes molt a prop entre si (cosa que la fa apta per a la canalla), però té un tram de travessa i un de baixada, i un pont tibetà i un pont nepalès, coses que poden causar impressió als principiants. Es troba a la zona dels Cortals d'Encamp. |
| Bony d'Envalira        | Encamp              | Andorra | K3     | Situada dins del domini esquiable de Grau Roig. Es troba a una altura considerable i a l'hivern hom pot trobar les grapes i la línia de vida enterrades a la neu. |
| Coll dels Isards       | Encamp              | Andorra | K1     | |
| Creu del Noral         | Ordino              | Andorra | K1     | |
| Segudet                | Ordino              | Andorra | K1     | Via d'iniciació. |
| Roc de la Coma d'Erts  | La Massana          | Andorra | K2     | Via ferrada amb un petit desplom. En el camí d'accés es passa per una zona d'escalada, coneguda com el sector d'Erts. |
| Roc de la Basera       | La Massana          | Andorra | K2     | |
| Sant Vicenç d'Enclar   | Andorra la Vella    | Andorra | K3     | A la part final la via es desdobla. Per l'esquerra és de dificultat B i per la dreta presenta més dificultat atès que cal superar un desplom. |
| Roc de Senders         | Andorra la Vella    | Andorra | K1     | Via d'iniciació, molt curta i fàcil. S'ha arriba des del Rec de l'Obac, a tocar mateix del nucli urbà. Va ser inaugurada l'estiu del 2023. |
| Tossal Gran d'Aixovall | Sant Julià de Lòria | Andorra | K2     | |
| Roc d'Esquers          | Escaldes-Engordany  | Andorra | K3     | Llarga via ferrada amb passos exigents, de dificultat mitjana. Té trams molt variats i un petit pont tibetà a la part final. |

## Camins equipats
Són itineraris diversos, semblants a les vies ferrades, amb elements que ens ajuden a avançar amb seguretat a les parts més verticals i exposades a l'altura. En essència són camins on sobretot caminarem i claus o cadenes ens ajudaran a avançar puntualment.